# アクシュロス
アクシュロス（古希: Ἄξυλος, Axylos）は、ギリシア神話の人物である。テウトラースの子。アリスベーに住む財産家で、街道沿いに館を構えて多くの人の世話をしたため町での評判も良かった。後にトロイア戦争で戦ったが、部下のカレシオスともどもディオメーデースに討たれた。